# Тримбл (округ)
Тримбл (англ. Trimble County) — округ в штате Кентукки, США. Официально образован в 1837 году. По состоянию на 2010 год, численность населения составляла 8809 человек.

## География
По данным Бюро переписи США, общая площадь округа равняется 404,040 км2, из которых 393,680 км2 суша и 11,914 км2 или 2,900 % это водоёмы.

## Население
По данным переписи населения 2000 года в округе проживает 8 125 жителей в составе 3 137 домашних хозяйств и 2 296 семей. Плотность населения составляет 21,00 человек на км2. На территории округа насчитывается 3 437 жилых строений, при плотности застройки около 8,90-ти строений на км2. Расовый состав населения: белые — 97,90 %, афроамериканцы — 0,30 %, коренные американцы (индейцы) — 0,37 %, азиаты — 0,07 %, гавайцы — 0,00 %, представители других рас — 0,68 %, представители двух или более рас — 0,69 %. Испаноязычные составляли 1,37 % населения независимо от расы.
В составе 35,40 % из общего числа домашних хозяйств проживают дети в возрасте до 18 лет, 60,60 % домашних хозяйств представляют собой супружеские пары проживающие вместе, 8,50 % домашних хозяйств представляют собой одиноких женщин без супруга, 26,80 % домашних хозяйств не имеют отношения к семьям, 22,00 % домашних хозяйств состоят из одного человека, 9,10 % домашних хозяйств состоят из престарелых (65 лет и старше), проживающих в одиночестве. Средний размер домашнего хозяйства составляет 2,57 человека, и средний размер семьи 3,00 человека.
Возрастной состав округа: 26,40 % моложе 18 лет, 7,70 % от 18 до 24, 30,90 % от 25 до 44, 23,60 % от 45 до 64 и 23,60 % от 65 и старше. Средний возраст жителя округа 36 лет. На каждые 100 женщин приходится 96,80 мужчин. На каждые 100 женщин старше 18 лет приходится 94,80 мужчин.
Средний доход на домохозяйство в округе составлял 36 192 USD, на семью — 41 925 USD. Среднестатистический заработок мужчины был 30 500 USD против 21 656 USD для женщины. Доход на душу населения составлял 16 354 USD. Около 10,00 % семей и 13,60 % общего населения находились ниже черты бедности, в том числе — 14,70 % молодёжи (тех, кому ещё не исполнилось 18 лет) и 16,80 % тех, кому было уже больше 65 лет.